# Parafia św. Wincentego a Paulo w Warszawie
Parafia św. Wincentego a Paulo – parafia rzymskokatolicka należąca do dekanatu praskiego, diecezji warszawsko-praskiej, metropolii warszawskiej Kościoła katolickiego w Warszawie. Erygowana w 1952. Posługę sprawują w niej księża diecezjalni. Obecny kościół parafialny zbudowany w latach 60. XX w.

## Historia
Parafia św. Wincentego a Paulo została utworzona 1 września 1952 na mocy dekretu kardynała Stefana Wyszyńskiego z części parafii Chrystusa Króla na Targówku i Matki Boskiej Różańcowej na Bródnie. Pierwszym proboszczem był ks. Zdzisław Waś. W parafii pracują siostry zakonne ze Zgromadzenia Sióstr Eucharystek, posługując w zakrystii i kancelarii Cmentarza Bródnowskiego oraz jako katechetki w szkole. W 2000 powstał chór parafialny, którego inicjatorem był ówczesny proboszcz parafii, ks. Stanisław Markowski. Chór jest laureatem wielu nagród i wyróżnień, nagrał także płytę z utworami sakralnymi. Jego obecnym dyrygentem jest organista parafialny, Tomasz Graś.

## Kościoły parafii
Zasugerowano, aby wydzielić z tego artykułu fragmenty do artykułu [[{{{1}}}]].

### Kościół Matki Bożej Częstochowskiej
Na budowę kościoła i plebanii została przeznaczona niewielka działka, pozyskana z terenu Cmentarza Bródzieńskiego. Duszpasterze przy znaczącym wsparciu parafian rozpoczęli starania o wydanie zgody lokalizacyjnej i budowlanej. Po jej uzyskaniu i poświęceniu fundamentów (1 lipca 1957) przez prymasa Wyszyńskiego, przystąpiono do budowy świątyni, której projektantem był inż. arch. Stanisław Marzyński. Zgodnie z ustaleniami z 1952 miała to być replika kaplicy-mauzoleum hr. Przeździeckich, ufundowanej dla parafii św. Barbary na Koszykach pod koniec XIX w. Była to budowla imitująca gotyk, z kamiennymi rzeźbami. W czasie działań wojennych 1939 kaplica w znacznym stopniu uległa zniszczeniu. Ocalały jedynie nieliczne elementy, które zostały przewiezione na Bródno i osadzone w miejscach zgodnych z oryginałem. Wystarczyły jednak tylko do zbudowania portalu nowo wznoszonej świątyni.
Po zakończeniu budowy głównej bryły kościoła, na patronkę którego obrana została Matka Boża Częstochowska, 24 sierpnia 1960 miało miejsce uroczyste poświęcenie świątyni. Dokonał go biskup Wacław Majewski. W późniejszych latach dobudowane zostały przez ks. proboszcza Stanisława Hermanowicza dwie nawy boczne, które 2 lutego 1980 poświęcił biskup Bronisław Dąbrowski. Uroczystej konsekracji świątyni dokonał prymas Polski, kardynał Józef Glemp 22 września 1984. Budowa świątyni pochłonęła wszystkie zgromadzone na ten cel fundusze, toteż jej pierwotne wyposażenie było skromne.
Gruntowną modernizację (upiększenie wnętrza oraz zagospodarowanie terenu przykościelnego) rozpoczęto w 1994. Trzynawowe wnętrze kościoła, z kaplicą Zaśnięcia Najświętszej Maryi Panny, zakrystią i chórem zaprojektował prof. Akademii Sztuk Pięknych w Warszawie, Kazimierz Zieliński. Wnętrze wzbogacają nowe ołtarze, wzorowane na gotyckich, poświęcone w 2001 przez biskupa Kazimierza Romaniuka. W ołtarzu głównym umieszczony został obraz Matki Bożej Częstochowskiej. W ołtarzu św. Jana Chrzciciela znajduje się tabernakulum z Najświętszym Sakramentem, natomiast w ołtarzu patrona parafii, św. Wincentego à Paulo, znajdują się jego relikwie. Na filarach kościoła umieszczono figury czterech ewangelistów oraz św. Piotra i św. Pawła. W lewej nawie bocznej znajduje się ołtarz Miłosierdzia Bożego z obrazem autorstwa Joanny Polaskiej i relikwiami św. siostry Faustyny, oraz ołtarz św. Michała Archanioła przy wejściu do zakrystii, a także obrazy Matki Bożej Nieustającej Pomocy i Sługi Bożego Jana Pawła II. W prawej nawie znajduje się bogato rzeźbiona chrzcielnica i ołtarz św. Antoniego. W 2005 w kruchcie kościoła powstała kaplica Grobu Bożego.
Wykonawcami wyposażenia i zdobień wnętrza kościoła byli stolarze i rzeźbiarze z Mazowsza i Podhala. Polichromię w kaplicy Zaśnięcia NMP ze scenami z życia Matki Bożej zaprojektowała i wykonała Joanna Polaska. Ona jest również autorką namalowanych w latach 1998-2001 sześciu obrazów olejnych przedstawiających sceny z Ewangelii, a wiszących obecnie w nawie głównej kościoła. Świątynię zdobią także liczne witraże. Witraże w prezbiterium, przedstawiające papieża Jana Pawła II oraz kardynała Stefana Wyszyńskiego, zostały wykonane w 1993 w pracowni Mirosława Spirowskiego, według projektu artysty malarza, Lecha Okołowa. Witraże nawy głównej zaprojektowała i wykonała pracownia Andrzeja Skalskiego. Witraż na chórze, przedstawiający głowę Chrystusa pochodzi z kaplicy-mauzoleum Przeździeckich, natomiast witraże w nawach bocznych i zakrystiach - przedstawiające różne gatunkami ptaków, które w chrześcijaństwie mają symboliczne znaczenie - zaprojektowała i wykonała pracownia Władysława Czyża. W kościele znajdują się również, zdobiące nawy boczne, rzeźbione w drewnie stacje drogi krzyżowej wraz z płaskorzeźbą Zmartwychwstania, które są dziełem artysty rzeźbiarza, Jana Funka. W nawach ponadto umieszczono pięć neogotyckich konfesjonałów z płaskorzeźbą Chrystusa Dobrego Pasterza. W 2007 roku wymieniono główne drzwi kościoła, a rok później stare ławki na nowe. Świątynia ma również nowe organy, które zbudowano na chórze w latach 1996-2000.

### Kościół św. Wincentego a Paulo

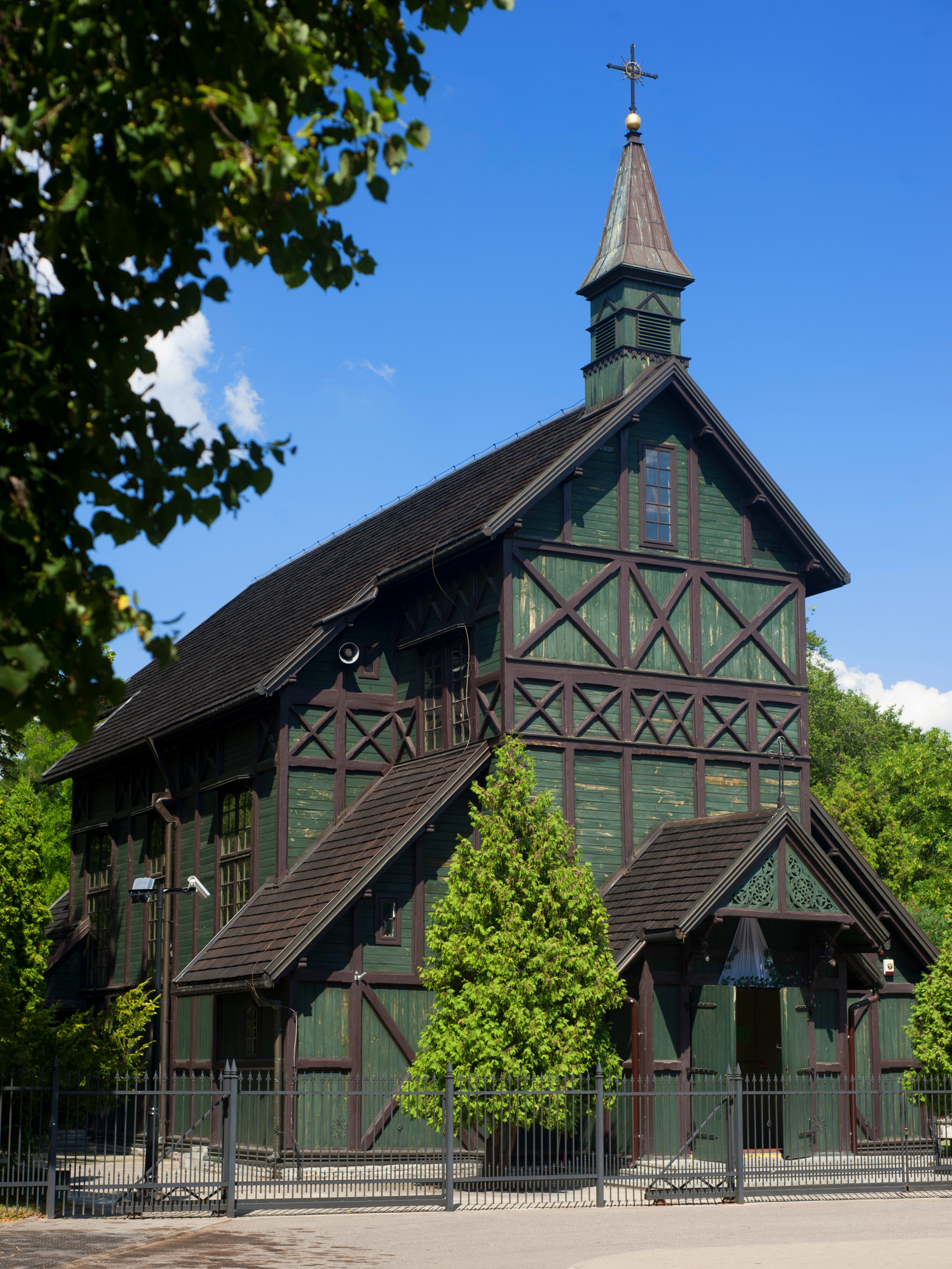
Kościół św. Wincentego a Paulo

Kościół pw. św. Wincentego à Paulo wzniesiony został na Cmentarzu Bródzieńskim w latach 1887-1888. Drewniana budowla powstała tuż za cmentarna bramą nr 1 (od ul. św. Wincentego) przy głównej alei, mającej 1,2 km długości i 9 m szerokości i prowadzącej do bramy nr 5 (od ul. Odrowąża). Do budowy świątyni wykorzystane zostało drewno sosnowe, służące uprzednio za rusztowania przy odbudowie kolumny Zygmunta na placu Zamkowym. Kościół zaprojektował znany i ceniony w owym czasie architekt, Edward Cichocki. 28 października 1888 nastąpiło jej poświęcenie. Dokonał tego proboszcz parafii Matki Bożej Loretańskiej, ks. prałat Ignacy Durewicz, na mocy delegacji otrzymanej od arcybiskupa Warszawy. Od samego początku, z racji swojej lokalizacji, kościół pełnił rolę kaplicy cmentarnej. Na patrona obrany został św. Wincenty à Paulo. Do czasu wybudowania nowego, murowanego kościoła parafialnego, kościół drewniany pełnił funkcję świątyni parafialnej.
Kościół św. Wincentego a Paulo, stanowiący obecnie zabytek budownictwa sakralnego, posiada bardzo ciekawą architekturę i konstrukcję szkieletu. Szkielet kościoła wykonany został z kantowizny przy zastosowaniu tzw. rygli, tj. poziomych elementów łączących słupy w sposób sztywny oraz przegubowy. Jest to świątynia jednonawowa z trzema ołtarzami, nawiązująca swoim wystrojem do kościółków góralskich. Jednocześnie ma w sobie elementy gotyckie - ostrołuki wieńczące ołtarz główny i dwa ołtarze boczne. W ołtarzu głównym umieszczono naturalnej wielkości rzeźbę Ukrzyżowanego na tle panoramy Jerozolimy nocą. W ołtarzach bocznych znajdują się: obraz Niepokalanego Poczęcia NMP i św. Wincentego à Paulo. Ściany prezbiterium ubogacone zostały dwoma obrazami pędzla nieznanego malarza, pochodzącymi z XIX w. Przedstawiają Świętą Rodzinę i św. Marię Magdalenę. Wnętrze świątyni zdobi bogata polichromia zaprojektowana przez Wiesława Kononowicza. Obecnie kościół św. Wincentego a Paulo spełnia wyłącznie swoją pierwotną funkcję kaplicy cmentarnej.